# 커셔이 빅토르
커셔이 빅토르(Kassai Viktor, 1975년 9월 10일~)는 헝가리의 축구 심판이다.
그는 2003년에 국제 축구 연맹으로부터 국제 심판 자격을 취득했으며, 2007년 FIFA U-20 월드컵에서 브라질과 대한민국, 아르헨티나와 북한의 조별 예선 두 경기, 멕시코와 콩고 공화국의 16강전 경기의 주심을 맡았다.
그는 UEFA 유로 2008에서 포르투갈과 터키, 오스트리아와 폴란드, 프랑스와 이탈리아의 조별 예선 세 경기의 대기심을 맡았으며, 2008년 하계 올림픽 축구에서 아르헨티나와 오스트레일리아의 조별 예선 경기, 나이지리아와 아르헨티나의 결승전 경기의 주심을 맡았다. 또한 그는 2010년 FIFA 월드컵에서 브라질과 북한, 멕시코와 우루과이의 조별 예선 두 경기, 미국과 가나의 16강전 경기, 독일과 스페인의 준결승전 경기의 주심을 맡기도 하였다.

## 주요 활동 경력
- 2007년 FIFA U-20 월드컵: 브라질과 대한민국, 아르헨티나와 북한의 조별 예선 두 경기, 멕시코와 콩고 공화국의 16강전 경기
- UEFA 유로 2008: 포르투갈과 터키, 오스트리아와 폴란드, 프랑스와 이탈리아의 조별 예선 세 경기의 대기심
- 2008년 하계 올림픽 축구: 아르헨티나와 오스트레일리아의 조별 예선 경기, 나이지리아와 아르헨티나의 결승전 경기
- 2010년 FIFA 월드컵: 브라질과 북한, 멕시코와 우루과이의 조별 예선 두 경기, 미국과 가나의 16강전 경기, 독일과 스페인의 준결승전 경기
- 2011 UEFA 챔피언스리그 결승전: FC 바르셀로나와 맨체스터 유나이티드 FC의 결승전 경기